# Colloque de Jackson Hole

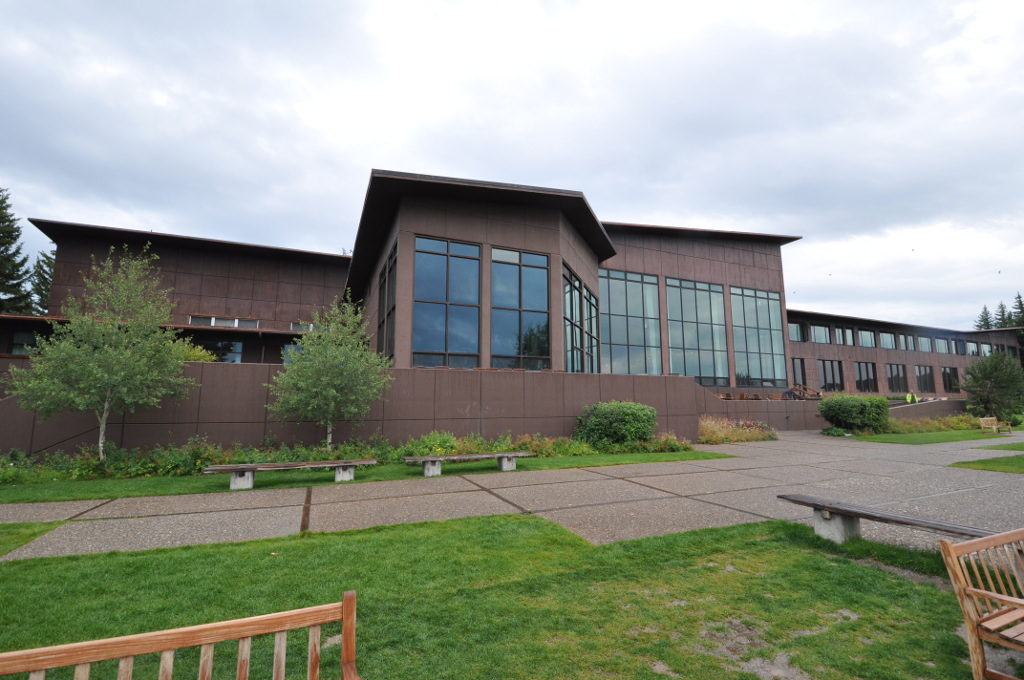
Le Jackson Lake Lodge, lieu où a lieu le colloque.

Le colloque de Jackson Hole est une conférence organisée par la Réserve fédérale des États-Unis à Jackson Hole, dans le Wyoming, chaque année. Ce colloque rassemble les dirigeants des banques centrales du monde entier. Il permet de discuter des évolutions de la politique monétaire et de la conjoncture économique mondiale.

## Histoire
Le colloque de Jackson Hole est organisé par la branche de Kansas City de la Réserve fédérale. L'évènement a lieu pendant trois jours, au Jackson Lake Lodge, au sein d'un grand parc national. Si le colloque a parfois été organisé ailleurs dans les années 1970, il a toujours eu lieu à Jackson Hole depuis 1981. Entre 100 et 120 économistes, banquiers centraux et journalistes se réunissent,.
Les sujets abordés lors du colloque diffèrent selon les années et les époques. En 1984, par exemple, le thème est l'inflation et ses causes. En 2016, les conférenciers se concentrent  sur la question des effets des bilans des banques centrales sur la stabilité financière. Deux ans plus tard, ce sont les conséquences des actions des grandes entreprises technologiques qui sont abordées. Lors du colloque de 2020, le président de la Réserve fédérale Jerome Powell annonce une nouvelle politique d'augmentation des taux d'intérêt qui ne se fonde pas sur les indicateurs du chômage ou des anticipations d'inflation. Pendant la pandémie de Covid-19, le colloque se tient en distanciel (2020 et 2021).
Le colloque de Jackson Hole a donné son nom au consensus de Jackson Hole.